# 옥동 단층
옥동 단층(玉洞 斷層, Okdong Fault)은 대한민국 강원특별자치도 정선군 예미리에서 영월군 김삿갓면 옥동리를 지나 경상북도 상주시 함창읍까지 발달하는 연장 100 km 이상, 북동-남서 주향의 단층이다. 북부 지역에서 서쪽 지괴가 낙하한 정단층의 성격을 가지며, 선캄브리아기의 기반암층과 그 상위의 고생대 조선 누층군 장산 규암층과의 경계를 따라 발달하고 있다. 연성 전단대(ductile shear zone)의 형태를 가지며, 예미-옥동 간은 단층 점토로 채워져 있고, 단양-점촌 사이에는 단층대를 따라 불국사 화강암이 관입해 있다.

## 개요
옥동 단층은 태백산지구지하자원조사단(GICTR, 1962)에 의해 처음 보고되었으며 단층의 이름은 평안 누층군이 조선 누층군과 접하는 옥동탄광에서 유래되었다. 장산 규암층과 선캄브리아기 기반암의 경계는 옥동에서 점촌까지 북동-남서 방향으로 나타난다. 이러한 선형은 김옥준에 의해 단양-점촌-황간 스러스트 단층으로 보고되기도 하였다. 옥동 단층은 클루젤(1990)에 의해 우수향 호남전단대의 일부로 해석되기도 하였다.

## 연구

### 운동 감각과 야외 증거
김정환 외(1989)는 옥동 단층의 운동감각에 대해 좌수향 운동감각을 보이는 것으로 보고하였으나 그 이후의 연구는 옥동 단층을 우수향 전단대로 보고 있다. 권성택 외(1995)는 북서측의 조선 누층군이 남동측의 엽리상 화강암에 대해 북동측으로 이동한, 약간의 정전단을 포함한 우수향 주향이동을 지시한다고 보았다. 야외 관찰에 의하면, Pb-Pb 연대가 2.16±0.15 Ga로 보고된 엽리상 화강암과 조선 누층군 장산 규암층의 접촉 경계를 따라 약 20~30 cm 두께의 천매압쇄암(phyllonite)이 존재하며 천매압쇄암과 엽리상 화강암 사이에는 엽리상 파쇄암(foliated cataclasite)이 나타나고 이 천매압쇄암과 엽리상 파쇄암이 이루는 반취성 전단대(semi-brittle shear zone) 내 엽리의 주향과 경사는 북동 40°및 북서 50°이다. 이에 근거하여 권성택 외는 두 암석 사이의 경계가 전단 운동에 의한 단층 접촉임을 확인하였다.
소진현 외(2023)의 연구 결과 각동 스러스트 단층과 옥동 단층 사이에 분포하는 조선 누층군 태백층군 묘봉층, 화절층, 두무골층에서 우수향(대부분) 및 좌수향(일부) 주향이동을 지시하는 층리평행 전단구조와 엽리가 다수 관찰되었으며, 지층들은 두 단층에 의해 변형 분할(strain partitioning)의 양상을 보여준다. 그리고 옥동 단층은 우수향인 것으로 재확인되었다. 태백층군에서 좌수향 전단운동에 의한 전단습곡이 일부 관찰되었는데 이는 김정환 외(1989)가 보고한 옥동 단층의 좌수향 운동감각과 관련되어 있을 가능성이 있으나 이에 대해서는 추가적인 연구가 필요하다.

### 운동 연대
윤현수(1983)는 영월군 옥동 지역 장산층과 고원생대 편마암 사이에 위치한 견운모 편암(이후 압쇄암으로 재해석되었다)에서 칼륨-아르곤 연대 측정의 결과 옥동 단층의 우수향 전단운동으로 562±5 Ma, 266±5 Ma, 235±5 Ma를 보고하였다. 김정환 외(1989)는 이 연대측정값을 바탕으로 옥동단층이 캄브리아기~트라이아스기에 여러 번 단층 운동을 했으며, 이 중 최후기인 235±5 Ma가 옥동 단층 연성 전단 운동의 최후기 사건을 지시한다고 해석하고 이를 중생대 초기의 송림 변동에 대비하였다.
그러나 권성택 외(1995)는 윤현수(1983)의 칼륨-아르곤 연대 측정 결과가 아르곤 과잉의 가능성이 있기 때문에 해당 연대로 옥동 단층의 운동을 해석하는 것은 무리이며 김명정과 박계헌(2018) 역시 윤현수(1983)가 보고한 연대는 하나의 시료에서 나온 결과이기 때문에 세 번의 옥동단층 활동연대를 지시하는 것으로 보기 힘들고, 세 연대가 170 Ma의 연대를 지시하는 선상에 배치되기 때문에 윤현수(1983)의 시료는 약 170 Ma를 지시한다고 주장하였다. 해당 연대는 쥐라기 중기 대보 조산운동 시기에 해당하며, 즉, 김명정과 박계헌(2018)의 수정연대를 신뢰한다면 옥동 단층의 우수향 연성전단 운동은 대동 누층군 반송층군 퇴적 전후에 해당하는 대보 조산운동 시기로 해석할 수 있다.

## 같이 보기
- 한국의 단층
- 조선 누층군 장산 규암층
- 단양국가지질공원 다리안 부정합 - 다리안 계곡에서 옥동 단층을 관찰할 수 있다.
- 영월군의 지질
- 칼륨-아르곤 연대 측정